# Curva mariposa (trascendente)

La curva mariposa.

La curva mariposa (en inglés butterfly curve) es una curva plana trascendente descubierta por Temple H. Fay. Viene definida por las siguientes ecuaciones paramétricas:
{\displaystyle x=\operatorname {sen}(t)\left(e^{\cos(t)}-2\cos(4t)-\operatorname {sen} ^{5}\left({t \over 12}\right)\right)}
{\displaystyle y=\cos(t)\left(e^{\cos(t)}-2\cos(4t)-\operatorname {sen} ^{5}\left({t \over 12}\right)\right)}
o por la siguiente ecuación polar:
{\displaystyle r=e^{\cos \theta }-2\cos(4\theta )+\operatorname {sen} ^{5}\left({\frac {2\theta -\pi }{24}}\right)}